# Banovići
Banovići so rudarsko mesto v Bosni in Hercegovini, ki je bilo načrtno zgrajeno med letoma 1947 in 1951 za potrebe izkoriščanja Banoviškega bazena skupaj z železniško progo Brčko–Banovići.

## Deli naselja
Banovići in Radina.

## Prebivalstvo

### Občina Banovići
| Pregled števila prebivalcev po letih | Pregled števila prebivalcev po letih | Pregled števila prebivalcev po letih | Pregled števila prebivalcev po letih | Pregled števila prebivalcev po letih | Pregled števila prebivalcev po letih | Pregled števila prebivalcev po letih | Pregled števila prebivalcev po letih | Pregled števila prebivalcev po letih | Pregled števila prebivalcev po letih | Pregled števila prebivalcev po letih | Pregled števila prebivalcev po letih |
| ------------------------------------ | ------------------------------------ | ------------------------------------ | ------------------------------------ | ------------------------------------ | ------------------------------------ | ------------------------------------ | ------------------------------------ | ------------------------------------ | ------------------------------------ | ------------------------------------ | ------------------------------------ |
| 1879                                 | 1885                                 | 1895                                 | 1910                                 | 1921                                 | 1931                                 | 1948                                 | 1953                                 | 1961                                 | 1971                                 | 1981                                 | 1991                                 |
| -                                    | -                                    | -                                    | -                                    | -                                    | -                                    | -                                    | -                                    | -                                    | 20.334                               | 23.846                               | 26.590                               |

| Narodna sestava prebivalstva po letih | Narodna sestava prebivalstva po letih | Narodna sestava prebivalstva po letih |
| --- | --- | --- |
| 1971 | 1981 | 1991 |
| . skupaj: 20.334 Muslimani 14.409 (70,86 %) Srbi 4.441 (21,84 %) Hrvati 919 (4,51 %) Jugoslovani 363 (1,78 %) drugi in neznano 202 (0,99 %) | . skupaj: 23.846 Muslimani 16.440 (68,94 %) Srbi 4.046 (16,96 %) Hrvati 728 (3,05 %) Jugoslovani 2.255 (9,45 %) drugi in neznano 377 (1,58 %) | . skupaj: 26.590 Muslimani 19.162 (72,06 %) Srbi 4.514 (16,97 %) Hrvati 550 (2,06 %) Jugoslovani 1.928 (7,25 %) drugi in neznano 436 (1,63 %) |

### Banovići (naselje)
| Pregled števila prebivalcev po letih | Pregled števila prebivalcev po letih | Pregled števila prebivalcev po letih | Pregled števila prebivalcev po letih | Pregled števila prebivalcev po letih | Pregled števila prebivalcev po letih | Pregled števila prebivalcev po letih | Pregled števila prebivalcev po letih | Pregled števila prebivalcev po letih | Pregled števila prebivalcev po letih | Pregled števila prebivalcev po letih | Pregled števila prebivalcev po letih |
| ------------------------------------ | ------------------------------------ | ------------------------------------ | ------------------------------------ | ------------------------------------ | ------------------------------------ | ------------------------------------ | ------------------------------------ | ------------------------------------ | ------------------------------------ | ------------------------------------ | ------------------------------------ |
| 1879                                 | 1885                                 | 1895                                 | 1910                                 | 1921                                 | 1931                                 | 1948                                 | 1953                                 | 1961                                 | 1971                                 | 1981                                 | 1991                                 |
| -                                    | -                                    | -                                    | -                                    | -                                    | -                                    | -                                    | -                                    | -                                    | 5.456                                | 6.834                                | 8.637                                |

| Narodna sestava prebivalstva po letih | Narodna sestava prebivalstva po letih | Narodna sestava prebivalstva po letih |
| --- | --- | --- |
| 1971 | 1981 | 1991 |
| . skupaj: 5.456 Muslimani 2.147 (39,35 %) Srbi 2.063 (37,81 %) Hrvati 813 (14,90 %) Jugoslovani 287 (5,26 %) drugi in neznano 146 (2,67 %) | . skupaj: 6.834 Muslimani 2.250 (32,92 %) Srbi 1.989 (29,10 %) Hrvati 663 (9,70 %) Jugoslovani 1.774 (25,95 %) drugi in neznano 158 (2,31 %) | . skupaj: 8.637 Muslimani 3.843 (44,49 %) Srbi 2.534 (29,33 %) Hrvati 495 (5,73 %) Jugoslovani 1.525 (17,65 %) drugi in neznano 240 (2,77 %) |